# Lost Love Song
「Lost Love Song」(ロスト・ラヴ・ソング)はHi-Fi CAMPの6枚目のシングルである。2010年2月24日発売。

## 概要
- 1stアルバム発売から約半年ぶりとなる、2010年第一弾シングル。
- PVには、初めてHi-Fi CAMP本人が出演した。

## 収録曲
1. Lost Love Song
  - 作詞：SOYA / 作曲：Hi-Fi CAMP / 編曲：AIBA
  - 日本テレビ系「音楽戦士 MUSIC FIGHTER」2010年3月度エンディングテーマ。
  - テーマは失恋。ボーカルのSOYAの実体験が基になっている。
2. 一瞬の想いを
  - 作詞：SOYA / 作曲：Hi-Fi CAMP / 編曲：AIBA
  - 「NHKロボコン2009」テーマソング。
3. You are My Only ～Groove Tongue Remix～
  - 作詞：SOYA / 作曲：Hi-Fi CAMP / 編曲：AIBA
  - アルバム「1st BEST」収録曲「You are My Only」のRemixヴァージョン。